# Anna Sablairolles

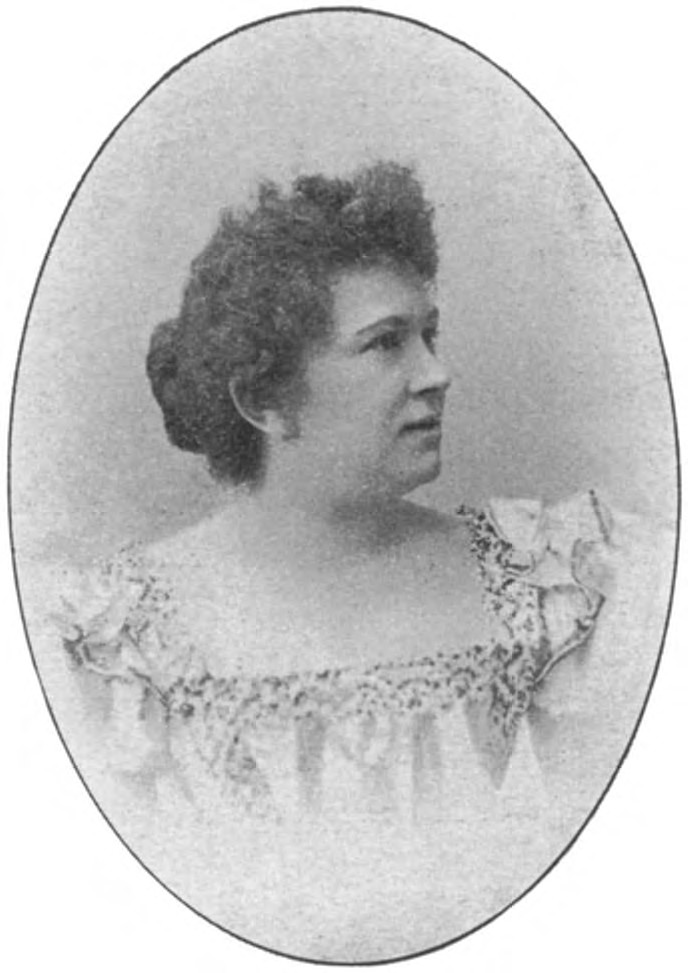
Rössing-Sablairolles omstreeks 1899

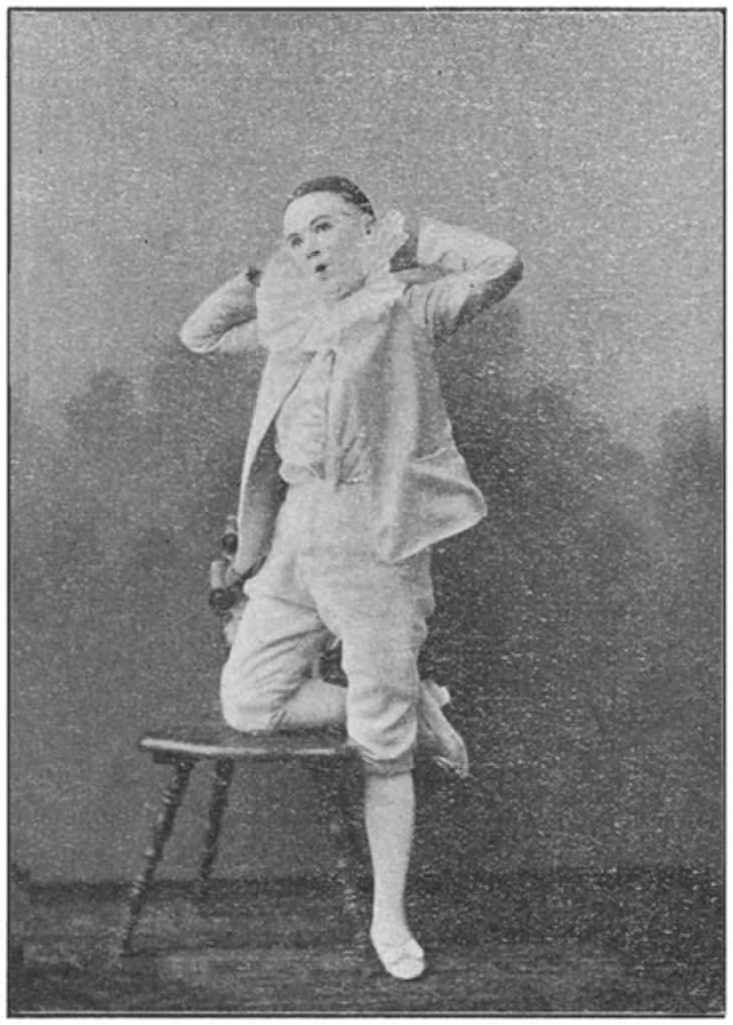
Anna Rössing-Sablairolles in De verloren zoon (circa 1899)

Johanna Cornelia Sophia (Anna) Sablairolles (Rotterdam, 7 februari 1861 – Haarlem, 18 september 1945) was een Nederlands toneelactrice.
Ze was dochter van Willem Joshua Sablairolles en Johanna Elisabeth Geverding. Vader had vier zusters die in de theaterwereld hun geld verdienden; Sophie Sablairolles, Wilhelmina Gerretje Sablairolles, Henriëtte Sablairolles en Suzanna Sablairolles stonden jarenlang op het toneel, maar Willem Josua koos een hele andere richting. Hij werd/was gezagvoerder binnen de koopvaardij. Anna Sablairolles trouwde dan weer in 1882 met iemand uit de theaterwereld, de criticus en historicus Johan Herman Rössing. Uit dat huwelijk zijn twee kinderen bekend, Marie Elisabeth (trouwde een handelsreiziger) en Johan Herman Rössing jr (bankdirecteur); zij bleven buiten de theaterwereld.
Anna Sablairolles werd al snel halfwees; haar vader overleed op 14 juni 1863. Het gezin trok vervolgens naar Amsterdam, alwaar Anna zich inschreef aan de "Amsterdamsche Toneelschool"  aan de Prinsengracht (bij de Reestraat); het is dan 1874. Die toneelschool was net opgericht en haar docent werd één van de bekendste actrices uit die tijd Maria Kleine-Gartman. Die zou haar nog tijdens haar opleidingstijd naar het podium brengen. Anna, vermeld als leerlinge der toneelschool, speelde op 2 november 1878 bij het "Nederlandsch Tooneel" een ingenue-rolletje in een opvoering van Juffrouw Bos van Hendrik Jan Schimmel in de Stadsschouwburg. Pas een half jaar later zou ze diploma van de toneelschool verkrijgen (dan gevestigd aan Schans/Marnixstraat 150) en was daarmee een van de eerste afgestudeerden aan dat instituut. Ook Cor Schultze, Tonia Poolman en Mientje Bourdet studeerden af. Sablairolles zou daarna met de actrice Marie Seebach geprobeerd hebben de Duitse taal meester te worden. Kleine-Gartman loodste haar echter verder de toneelwereld in; ze nam haar mee naar het Nederlandsch Tooneel in Amsterdam. Anna speelde echter ook rollen in het Grand Théatre van de Gebroeders van Lier en het Salon de Variétés (licht werk van 1890 tot 1893) van Marie Kreukniet en Henri Poolman. In navolging van die Poolman en ook Esther de Boer-van Rijk specialiseerde Anna zich in pantomimespel. Zo stond ze minstens vijftig keer op de planken in de rol van Pierrot. Er volgde een korte uitstap naar de Tivoli Schouwburg in Rotterdam, alwaar Henriëtte en haar man Willem van Korlaar sr. werkten. In 1895 was ze alweer terug in Amsterdam en trad toe tot het gezelschap van Willem Royaards. Alhoewel dus begonnen in 1878 vierde ze in (pas) 1914 haar dertigjarig jubileum als actrice.
Nadat haar man in 1918 overleed bleef Sablairolles optreden, dan al vanuit Haarlem. Zo trad ze bijvoorbeeld in 1929 onder leiding van Albert van Dalsum. Anna ging in die jaren van jubileum naar jubileum; vlak voor haar vijftigjarig jubileum stond het Nederlands Tooneel op wankelen; zij werd ziek. Toch zou ze, na langere tijd te hebben gewerkt voor de "Amsterdamsche Toneelvereeniging", pas in 1939 afscheid nemen van de zalen. Met Een schoon avontuur (dan in de rol van grootmoederde Trévillac) onder leiding van Cruys Voorbergh  trok ze met de "Nederlandsche Tooneelgroep" door het land. Toneelcriticus Menno ter Braak omschreef haar als “guitige goedmoedigheid” en Top Naeff “vitale actrice” en “onvergetelijk”, karaktertrekken en omschrijvingen die ze gedurende haar hele toneelloopbaan aangemeten kreeg.
Anna Sablairolles kwam als gepensioneerde de Tweede Wereldoorlog door; ze was nog wel als toeschouwer in de Haarlemse Stadsschouwburg te zien. Ze overleed, inwonend bij haar dochter, 84 jaar oud op 18 september 1945; haar overlijden was landelijk nieuws, al stond men er vaak in kleine artikelen bij stil. Ze werd begraven op de Algemene Begraafplaats, Kleverlaan, Haarlem.
Sablairolles werd tijdens haar tachtigste verjaardag dubbel omschreven. Komende van de nieuwe Tooneelschool werd ze gezien als onderdeel van een "nieuwe lichting", maar op die leeftijd aangekomen behoorde ze tot de “oude garde”.
Naar eigen zeggen schreef Anna Sablairolles novelles en vertaalde ze vanuit het Duits en Frans. Ze werden of nooit uitgegeven of verdwenen snel uit beeld, want slechts twee werken bleken later nog terug te vinden; een vertaling van De gouden slang van Hermann Helberg en Mannentranen van Jules Prével. In De lantaarn van haar man is één bijdrage van haar te vinden.